# Deron Williams
Deron Michael Williams, född 26 juni 1984 i Parkersburg i West Virginia, är en amerikansk basketspelare som spelar för Cleveland Cavaliers i NBA.

## Biografi
Deron Williams valdes vid draften 2005 av Utah Jazz och spelade för dem under sex raka säsonger. De två sista säsongerna, 2009/2010 och 2010/2011, valdes han ut som NBA All Star.
Under NBA-lockouten 2011 spelade han för det turkiska laget Beşiktaş Milangaz.
Inför säsongen 2011/2012 bytte Williams lag till New Jersey Nets. Under sin första säsong där valdes han som NBA All Star för tredje gången i karriären.

## Olympisk karriär
Deron Williams var med och vann OS-guld för USA under OS 2008 i Peking och under OS 2012 i London.